# Marguerite Sirvins
Marguerite Sirvins (* 29. Dezember 1890 in La Canourgue; † 1957) war eine französische Künstlerin der Art brut.

## Leben
Marguerite Sirvins wurde am 29. Dezember 1890 in der Region Lozère in Frankreich geboren. Sie stammte aus einer bäuerlichen Familie. Im Alter von 35 Jahren zog sie nach Paris, um eine Ausbildung zur Modistin zu machen. Nach ersten psychiatrischen Störungen verfiel sie in eine tiefe Depression und versuchte mehrmals, sich das Leben zu nehmen. Ihre Schwestern brachten sie nach Hause zurück, die Krankheit schritt voran.
Am 7. Juli 1931 wurde sie im Alter von 41 Jahren in die psychiatrische Klinik Font d’Aurelle in Montpellier und dann in Saint-Alban-sur-Limagnole eingewiesen.
13 Jahre später begann sie dort zu zeichnen.

## Werk
Neben Aquarellen schuf sie Stickereien. Dazu benutzte sie Fetzen von Lumpen als Basis und mischte farbige Seide mit Wollgarn, welches sie durch das Ausfransen von Lumpen herstellte. Sie arbeitete frei Hand, ohne Modell oder Vorzeichnung. Ihre künstlerische Tätigkeit beendete sie 1955, nachdem sie immer stärker unter Halluzinationen und Deliriumsanfällen litt. Ihr letztes Werk wird als ihr wichtigstes Stück eingeordnet. Getrieben von dem innigen Wunsch, eines Tages zu heiraten, fertigte sie ein Brautkleid für diesen Tag. Das Kleid, welches nie getragen wurde, erschuf sie in Häkeltechnik und mit Fäden aus alten Laken.
Ihre Werke befinden sich in der Collection de l’Art Brut, Lausanne.

## Ausstellungen
- jean dubuffets art brut.! die anfänge seiner sammlung, Museum Gugging, 2017[5]
- Art, exile and psychiatry around François Tosquelles, Les Abattoirs, Musée - Frac Occitanie Toulouse, Toulouse, 2021[6]
- La Déconniatrie. Art, exil et psychiatrie autour de François Tosquelles, Les Abattoirs, Musée – Frac Occitanie Toulouse, Toulouse, 2021[7]
- Jean Dubuffet’s Art Brut, from the Collection’s Origins, Collection de l’Art Brut, Lausanne 2016[8]